# Naturschutzgebiet Arkutino

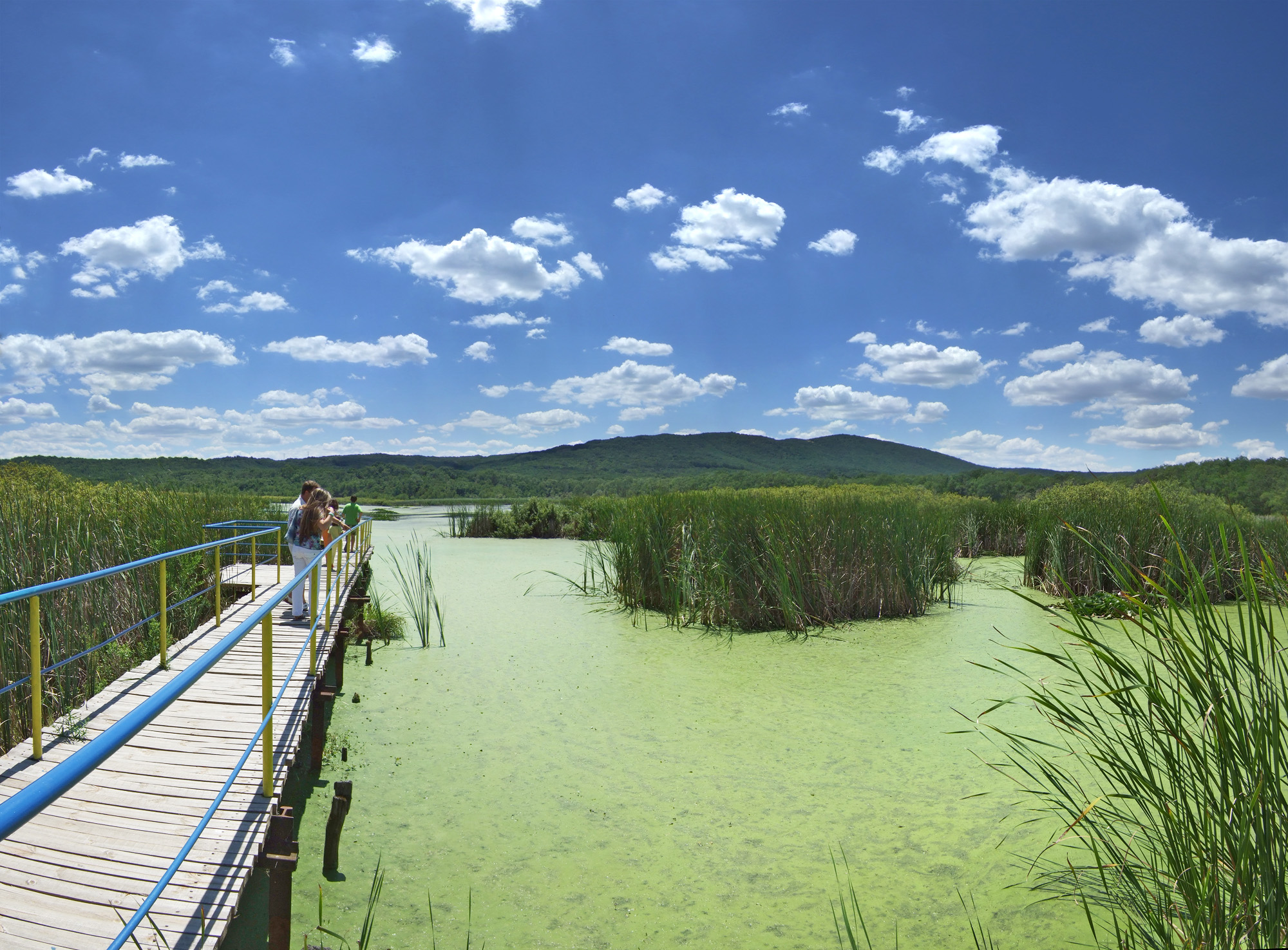
Teil des Naturschutzgebietes Arkutino

Das Naturschutzgebiet Arkutino (bulgarisch Аркутино) umfasst die gleichnamige See-Lagune und ihr Umland (Marschgebiet) sowie die Sanddünen unmittelbar an der Schwarzmeerküste. Es befindet sich ca. 10 km südlich von Sosopol, in der Nähe des Urlaubsresorts Djuni. Das Naturschutzgebiet ist Teil des Reservats Ropotamo. Der See hat eine Fläche von 0,6 km². Die Lagune ist seit 2005 Namensgeber für den Arkutino Beach der Livingston-Insel in der Antarktis.